# The Associates
The Associates   è una serie televisiva canadese in 30 episodi trasmessi per la prima volta nel corso di 2 stagioni dal 2001 al 2002.
È una serie del genere giudiziario incentrata sulle vicende professionali di Mitch Barnsworth, Amy Kassan, Benjamin Hardaway, Jonah Gleason e Robyn Parsons, un gruppo di avvocati dell'importante studio legale Young, Barnsworth & King Associates di Toronto, in Canada. La loro spregiudicatezza nella vita professionale contrasta spesso con le loro etiche personali e rapporti individuali. Gelosie, sessismo, tradimenti sono alla base delle trame della maggior parte degli episodi.

## Personaggi e interpreti
- Benjamin Hardaway (30 episodi, 2001-2002), interpretato da Demore Barnes.
- Dale Friesen (15 episodi, 2001-2002), interpretato da	Sean Sullivan.
- Terence Barnsworth (14 episodi, 2001-2002), interpretato da	Ian D. Clark.
- Cindy Baxter (14 episodi, 2001-2002), interpretata da	Marnie McPhail.
- Robyn Parsons (13 episodi, 2002), interpretata da	Tamara Hickey.
- Arthur Harris (10 episodi, 2001-2002), interpretato da	David Calderisi.
- Jonah Gleason (6 episodi, 2002), interpretato da	Shaun Benson.
- Mitch Barnsworth (6 episodi, 2002), interpretato da	Gabriel Hogan.
- Amy Kassan (6 episodi, 2002), interpretata da	Jennie Raymond.
- Podlosky (5 episodi, 2001), interpretato da	Andrew Gillies.
- Tabatha (5 episodi, 2001), interpretato da	Phoenix Gonzales.
- Mr. Barnsworth's Secretary (5 episodi, 2001), interpretato da	Joan Gregson.
- Delores (5 episodi, 2001), interpretato da	Kim Roberts.
- Cole (4 episodi, 2001-2002), interpretato da	Salvatore Antonio.
- Simon Tassel (4 episodi, 2002), interpretato da	Jonathan Watton.

### Guest star
Tra le  guest star: Ron White, Robert J. Tavenor, Julian Christopher, Linda Carter, J. Adam Brown, Sarah Bolstridge, Steve Cumyn, Kim Roberts, Thea Andrews, Jill Dyck, Lorn Eisen, Joan Gregson, Adrian Griffin, Royce Hercules, Fionnuala Jamison, John Lefebvre, Lee Taylor, Phoenix Gonzales, Matthew Sharp, Sally Cahill, Chuck Shamata, Christopher Bondy.

## Produzione
La serie, ideata da Greg Ball, Steve Blackman e Alyson Feltes, fu prodotta da Alliance Atlantis Communications e Big Firm Productions e Canadian Television e girata a Toronto in Canada. Le musiche furono composte da Robert Carli.

### Registi
Tra i registi sono accreditati:
- E. Jane Thompson in 4 episodi (2001-2002)
- Kelly Makin in 3 episodi (2002)
- Paul Fox in 2 episodi (2002)
- Gary Harvey in 2 episodi (2002)
- James Allodi
- George Bloomfield
- Jerry Ciccoritti
- Eli Cohen
- Philip Earnshaw
- Henry Sarwer-Foner
- Helen Shaver
- David Wu

### Sceneggiatori
Tra gli sceneggiatori sono accreditati:
- M.A. Lovretta in 3 episodi (2001-2002)
- Greg Nelson in 2 episodi (2002)
- Paul Aitken
- Greg Ball
- Steve Blackman
- Alyson Feltes
- Mike Gallay
- Maureen McKeon

## Distribuzione
La serie fu trasmessa in Canada dal 16 gennaio 2001 al 17 maggio 2002 sulla rete televisiva CTV.
Alcune delle uscite internazionali sono state:
- in Canada il 16 gennaio 2001
- nei Paesi Bassi il 2 giugno 2002
- in Messico il 1º gennaio 2006
- in Brasile (Sócios da Lei)
- in Spagna (Jóvenes abogados)

## Episodi
| Stagione         | Episodi | Prima TV Canada |
| ---------------- | ------- | --------------- |
| Prima stagione   | 13      | 2001            |
| Seconda stagione | 17      | 2002            |